# Liga de Campeones Femenina de la UEFA 2023-24
La Liga de Campeones Femenina de la UEFA 2023-24 fue la 23.ª edición de la competición y la 3.ª temporada desde que se implementó la fase de grupos de 16 clubes.
El campeón de esta edición fue el F. C. Barcelona, tras derrotar por 2-0 al Olympique Lyonnais en San Mamés de Bilbao, sede de la final. Fue la tercera final disputada entre ambos conjuntos después de las ediciones de 2019 y 2022, ambas ganadas por el club francés. El club español logró su tercer título en la competición y asimismo defendió con éxito su corona obtenida en la temporada anterior.

## Asignación de equipos por asociación
73 equipos de 52 de las 55 federaciones miembro de la UEFA participan en la Liga de Campeones femenina 2023-24 La clasificación de la asociación basada en los coeficientes de país de la UEFA se usa para determinar el número de equipos participantes para cada asociación:
- Las asociaciones 1–6 tienen tres equipos clasificados.
- Las asociaciones 7–16 tienen dos equipos clasificados.
- Las asociaciones 17–52 (excepto Rusia) tienen un equipo clasificado.
- Al ganador de la Liga de Campeones Femenina de la UEFA 2022-23 se le otorgará una plaza adicional si no accede a la Liga de Campeones 2023-24 a través de su liga local.

### Clasificación de la asociación
Para la Liga de Campeones Femenina 2023-24, a las asociaciones se les asignan plazas de acuerdo con sus coeficientes de país de la UEFA 2022, que toma en cuenta su rendimiento en las competiciones europeas de 2017-18 a 2021-22.
| Clasif. | Asociación      | Coef.  | Equipos |
| ------- | --------------- | ------ | ------- |
| 1       | Francia         | 88.333 | 3       |
| 2       | Alemania        | 75.666 |         |
| 3       | España          | 66.166 |         |
| 4       | Inglaterra      | 66.000 |         |
| 5       | Suecia          | 34.166 |         |
| 6       | República Checa | 33.833 |         |
| 7       | Italia          | 29.500 | 2       |
| 8       | Dinamarca       | 27.750 |         |
| 9       | Países Bajos    | 24.500 |         |
| 10      | Islandia        | 24.250 |         |
| 11      | Kazajistán      | 23.000 |         |
| 12      | Noruega         | 22.500 |         |
| 13      | Escocia         | 22.000 |         |
| 14      | Bielorrusia     | 19.500 |         |
| 15      | Ucrania         | 18.500 |         |
| 16      | Austria         | 18.500 |         |
| 17      | Portugal        | 18.000 | 1       |
| 18      | Suiza           | 17.500 |         |
| 19      | Lituania        | 15.500 |         |

| Clasif. | Asociación           | Coef.  | Equipos |
| ------- | -------------------- | ------ | ------- |
| 20      | Chipre               | 15.000 | 1       |
| 21      | Rusia                | 14.250 | 0       |
| 22      | Serbia               | 14.000 | 1       |
| 23      | Albania              | 12.000 | 1       |
| 24      | Bélgica              | 12.000 | 1       |
| 25      | Polonia              | 11.000 | 1       |
| 26      | Finlandia            | 9.500  | 1       |
| 27      | Bosnia y Herzegovina | 9.500  | 1       |
| 28      | Hungría              | 9.000  | 1       |
| 29      | Rumania              | 9.000  | 1       |
| 30      | Croacia              | 8.500  | 1       |
| 31      | Grecia               | 8.000  | 1       |
| 32      | Turquía              | 8.000  | 1       |
| 33      | Irlanda              | 7.500  | 1       |
| 34      | Eslovenia            | 7.000  | 1       |
| 35      | Bulgaria             | 6.000  | 1       |
| 36      | Kosovo               | 5.500  | 1       |
| 37      | Eslovaquia           | 5.500  | 1       |

| Clasif. | Asociación          | Coef. | Equipos |
| ------- | ------------------- | ----- | ------- |
| 38      | Estonia             | 5.500 | 1       |
| 39      | Montenegro          | 5.000 | 1       |
| 40      | Gales               | 4.500 | 1       |
| 41      | Georgia             | 4.000 | 1       |
| 42      | Israel              | 4.000 | 1       |
| 43      | Irlanda del Norte   | 3.500 | 1       |
| 44      | Luxemburgo          | 3.000 | 1       |
| 45      | Islas Feroe         | 3.000 | 1       |
| 46      | Malta               | 2.500 | 1       |
| 47      | Letonia             | 2.000 | 1       |
| 48      | Macedonia del Norte | 2.000 | 1       |
| 49      | Armenia             | 2.000 | 1       |
| 50      | Moldavia            | 2.000 | 1       |
| 51      | Azerbaiyán          | 0.000 | 1       |
| 52      | Gibraltar           | 0.000 | 1       |
| SC      | Andorra             | —     | NL      |
| SC      | Liechtenstein       | —     | NL      |
| SC      | San Marino          | —     | NL      |

### Distribución
|                                             |                                             | Equipos que entran en esta fase                                                                            | Equipos que provienen de la fase anterior                                                  |
| ------------------------------------------- | ------------------------------------------- | --- | ------------------------------------------------------------------------------------------ |
| Ronda preliminar (en caso de ser necesaria) | Ronda preliminar (en caso de ser necesaria) | - 2 campeones de las asociaciones 51–52                                                                    |                                                                                            |
| Ronda 1 (Mini-torneos)                      | Ruta de Campeones (44 equipos)              | - 43 campeones de las asociaciones 7–50 (excepto Rusia)                                                    | - 1 ganador de la ronda preliminar                                                         |
| Ronda 1 (Mini-torneos)                      | Ruta de Liga (16 equipos)                   | - 6 equipos en tercer lugar de las asociaciones 1–6 - 10 equipos en segundo lugar de las asociaciones 7–16 |                                                                                            |
| Ronda 2                                     | Ruta de Campeones (14 equipos)              | - 3 campeones de las asociaciones 4–6                                                                      | - 11 ganadores de la Ronda 1 (Ruta de Campeones)                                           |
| Ronda 2                                     | Ruta de Liga (10 equipos)                   | - 6 equipos en segundo lugar de las asociaciones 1–6                                                       | - 4 campeones de la Ronda 1 (Ruta de Liga)                                                 |
| Fase de grupos (16 equipos)                 | Fase de grupos (16 equipos)                 | - Campeón vigente - 3 campeones de las asociaciones 1–3                                                    | - 7 ganadores de la Ronda 2 (Ruta de Campeones) - 5 ganadores de la Ronda 2 (Ruta de Liga) |
| Fase eliminatoria (8 equipos)               | Fase eliminatoria (8 equipos)               | | - 4 ganadores de grupo de la Fase de grupos - 4 segundos de grupo de la Fase de grupos     |

### Participantes
|                |                | Equipos                   | Equipos                   | Equipos                      | Equipos                  |
| -------------- | -------------- | ------------------------- | ------------------------- | ---------------------------- | ------------------------ |
| Fase de grupos | Fase de grupos | Barcelona (1.º)CV         | O. Lyon (1.º)             | Bayern de Múnich (1.º)       | Chelsea (1.º)            |
|                |                |                           |                           |                              |                          |
| Ronda 2        | RC             | Rosengård (1.º)           | Slavia Praga (1.º)        | AS Roma (1.º)                |                          |
| Ronda 2        | RL             | Paris Saint-Germain (2.º) | Wolfsburg (2.º)           | Real Madrid (2.º)            | Manchester United (2.º)  |
| Ronda 2        | RL             | BK Häcken (2.º)           | Sparta Praga (2.º)        |                              |                          |
|                |                |                           |                           |                              |                          |
| Ronda 1        | RC             | Køge (1.º)                | Ajax (1.º)                | Valur (1.º)                  | BIIK Kazygurt (1.º)      |
| Ronda 1        | RC             | Brann (1.º)               | Glasgow City (1.º)        | Dinamo-BGU Minsk (1.º)       | FC Vorskla Poltava (1.º) |
| Ronda 1        | RC             | St. Pölten (1.º)          | SL Benfica (1.º)          | Zürich (1.º)                 | Gintra (1.º)             |
| Ronda 1        | RC             | Apollon Limassol (1.º)    | Spartak Subotica (1.º)    | Vllaznia (1.º)               | Anderlecht (1.º)         |
| Ronda 1        | RC             | Katowice (1.º)            | KuPS (1.º)                | SFK 2000 (1.º)               | Ferencváros (1.º)        |
| Ronda 1        | RC             | U Olimpia Cluj (1.º)      | Osijek (1.º)              | PAOK (1.º)                   | Fomget Gençlik (1.º)     |
| Ronda 1        | RC             | Shelbourne (1.º)          | Mura (1.º)                | Lokomotiv Stara Zagora (1.º) | EP-COM Hajvalia (1.º)    |
| Ronda 1        | RC             | Spartak Myjava (1.º)      | Flora (1.º)               | Breznica (1.º)               | Cardiff City (1.º)       |
| Ronda 1        | RC             | Samegrelo (1.º)           | Kiryat Gat (1.º)          | Cliftonville (1.º)           | Racing Union (1.º)       |
| Ronda 1        | RC             | KÍ (1.º)                  | Birkirkara (1.º)          | Agarista Anenii Noi (1.º)    | SFK Rīga (1.º)           |
| Ronda 1        | RC             | Ljuboten (1.º)            |                           |                              |                          |
| Ronda 1        | RL             | Paris FC (3.º)            | Eintracht Frankfurt (3.º) | Levante (3.º)                | Arsenal (2.º)            |
| Ronda 1        | RL             | Linköping (3.º)           | Slovácko (3.º)            | Juventus (2.º)               | Brøndby (2.º)            |
| Ronda 1        | RL             | Twente (2.º)              | Stjarnan (2.º)            | Okzhetpes (2.º)              | Vålerenga (2.º)          |
| Ronda 1        | RL             | Celtic (2.º)              | FC Minsk (2.º)            | Kryvbas Kryvyi Rih (2.º)     | Sturm Graz (2.º)         |

Leyenda:
CV: campeón vigente de la Liga de Campeones
N.º: Posición de liga.

## Calendario
El calendario de la competición es la siguiente. Todos los sorteos se llevan a cabo en la sede de la UEFA en Nyon, Suiza.
| Fase              | Ronda            | Fecha de Sorteo          | Ida                                     | Vuelta                                     |
| ----------------- | ---------------- | ------------------------ | --------------------------------------- | ------------------------------------------ |
| Clasificación     | Primera Ronda    | 30 de junio de 2023      | 6 de septiembre de 2023 (semifinales)   | 9 de septiembre de 2023 (3° Lugar y Final) |
| Clasificación     | Segunda Ronda    | 15 de septiembre de 2023 | 10–11 de octubre de 2023                | 18–19 de octubre de 2023                   |
| Fase de grupos    | Jornada 1        | 20 de octubre de 2023    | 14–15 de noviembre de 2023              | 14–15 de noviembre de 2023                 |
| Fase de grupos    | Jornada 2        | 20 de octubre de 2023    | 22–23 de noviembre de 2023              | 22–23 de noviembre de 2023                 |
| Fase de grupos    | Jornada 3        | 20 de octubre de 2023    | 13–14 de diciembre de 2023              | 13–14 de diciembre de 2023                 |
| Fase de grupos    | Jornada 4        | 20 de octubre de 2023    | 20–21 de diciembre de 2023              | 20–21 de diciembre de 2023                 |
| Fase de grupos    | Jornada 5        | 20 de octubre de 2023    | 24–25 de enero de 2024                  | 24–25 de enero de 2024                     |
| Fase de grupos    | Jornada 6        | 20 de octubre de 2023    | 30–31 de enero de 2024                  | 30–31 de enero de 2024                     |
| Fase eliminatoria | Cuartos de final | 6 de febrero de 2024     | 19–20 de marzo de 2024                  | 27–28 de marzo de 2024                     |
| Fase eliminatoria | Semifinales      | 6 de febrero de 2024     | 20–21 de abril de 2024                  | 27–28 de abril de 2024                     |
| Fase eliminatoria | Final            | 6 de febrero de 2024     | 25 de mayo de 2024 en San Mamés, Bilbao | 25 de mayo de 2024 en San Mamés, Bilbao    |

## Ronda Clasificatoria

### Ronda 1
La Ronda 1 de la Fase de clasificación se divide en dos secciones: Ruta de Campeones (para los campeones de la liga) y Ruta de Liga (para los no campeones de la liga). Cada cuatro equipos disputan un mini torneo, dos semifinales, final y tercer lugar; el ganador de la final de cada mini torneo accede a la Ronda 2. Un total de 57 equipos participan en la primera ronda de clasificación.
| Equipo 1           | Resultado    | Equipo 2         |
| ------------------ | ------------ | ---------------- |
| Kiryat Gat         | 0–0 (3:4 p.) | Olimpia Cluj     |
| FC Vorskla Poltava | 3–0          | ŽNK Osijek       |
| FC Nike            | 0–3          | Apollon Limassol |
| KuPS               | 1–2          | Spartak Subotica |
| Anderlecht         | 0–3          | SK Brann         |
| Rīgas FS           | 0–4          | SL Benfica       |
| Valur              | 2–1          | Vllaznia         |
| Gintra             | 0–3          | Glasgow City     |
| PAOK               | 0–3          | St. Pölten       |
| Dinamo-BGU Minsk   | 0–3          | Ajax             |
| Birkirkara         | 1–3          | Zürich           |

| Equipo 1 | Resultado      | Equipo 2            |
| -------- | -------------- | ------------------- |
| Twente   | 3–2            | Levante UD          |
| Juventus | 1–1 (4:5 p.)   | Eintracht Fráncfort |
| Arsenal  | 3–3 (2:4 p.)   | Paris FC            |
| Celtic   | 2–2 (10:11 p.) | Vålerenga           |

### Ronda 2
La Ronda 2 de la Fase de clasificación se divide en dos secciones: Ruta de Campeones (para los campeones de la liga) y Ruta de Liga (para los no campeones de la liga). Un total de 24 equipos participaran en la segunda ronda de clasificación.
El sorteo de la Ronda 2 se llevó a cabo el 15 de septiembre de 2022 a las 13:00 CEST.
| Equipo 1         | Agr. | Equipo 2           | Ida | Vuelta |
| ---------------- | ---- | ------------------ | --- | ------ |
| Apollon Limassol | 0–11 | SL Benfica         | 0–7 | 0–4    |
| Zürich           | 0–8  | Ajax               | 0–6 | 0–2    |
| AS Roma          | 9–1  | FC Vorskla Poltava | 3–0 | 6–1    |
| Valur            | 1–4  | St. Pölten         | 0–4 | 1–0    |
| Slavia Praga     | 11–0 | Olimpia Cluj       | 5–0 | 6–0    |
| Glasgow City     | 0–6  | SK Brann           | 0–4 | 0–2    |
| Spartak Subotica | 2–7  | FC Rosengård       | 1–2 | 1–5    |

| Equipo 1              | Agr. | Equipo 2            | Ida | Vuelta |
| --------------------- | ---- | ------------------- | --- | ------ |
| BK Häcken             | 4–3  | Twente              | 2–2 | 2–1    |
| Real Madrid CF        | 5–1  | Vålerenga           | 2–1 | 3–0    |
| Eintracht Fráncfort   | 8–0  | Sparta Praga        | 5–0 | 3–0    |
| Paris FC              | 5–3  | VfL Wolfsburgo      | 3–3 | 2–0    |
| Manchester United WFC | 2–4  | Paris Saint-Germain | 1–1 | 1–3    |

## Fase de grupos
El sorteo se celebró el 20 de octubre de 2023 y los 16 equipos se dividieron en cuatro grupos de cuatro equipos, con la restricción de que los equipos de la misma asociación, así como los equipos de Rusia y Ucrania no pueden enfrentarse entre sí. Para el sorteo, los equipos se dividen en cuatro bombos.
 Paris SG

- El bombo 1 contiene a los campeones de la Liga de Campeones y a los campeones de las ligas de las tres mejores asociaciones según el coeficiente de países de la UEFA (están ordenados de acuerdo al Coeficiente UEFA de clubes por países). Si uno o ambos equipos campeones de la Liga de Campeones y Liga Europa también son campeones de las ligas de las asociaciones principales, los campeones de las ligas de las siguientes asociaciones con mejor clasificación también se clasifican para el bombo 1.

- Los bombos 2, 3 y 4 contienen los equipos restantes, ordenados en función de sus coeficientes de clubes de la UEFA.

En cada grupo, los equipos juegan unos contra otros en casa y fuera en un formato de todos contra todos. Los ganadores de grupo y los subcampeones avanzan a la ronda de cuartos de final.
| Bombo 1 | Bombo 2                                                                                                  | Bombo 3                                                                             | Bombo 4                                                                               |
| --- | --- | ----------------------------------------------------------------------------------- | ------------------------------------------------------------------------------------- |
| FC Barcelona CV CC: 126.233 Olympique de Lyon CC: 118.166 Bayern de Múnich CC: 96.333 Chelsea FC CC: 81.366 | Paris Saint-Germain CC: 97.166 Slavia Praga CC: 39.233 Real Madrid CF CC: 37.233 FC Rosengård CC: 33.399 | St. Pölten CC: 30.050 SL Benfica CC: 22.800 BK Häcken CC: 22.399 AS Roma CC: 21.000 | Ajax CC: 18.400 Paris FC CC: 18.166 Eintracht Fráncfort CC: 17.333 SK Brann CC: 7.100 |

- CV: accede como cabeza de serie por ser el club campeón de la Liga de Campeones Femenina 2022-23.

Leyendas
     — Clasificados a Fases Eliminatorias
     — Eliminados

### Grupo A
| Equipo              | Pts. | PJ | PG | PE | PP | GF | GC | Dif. | Notas                     |
| ------------------- | ---- | -- | -- | -- | -- | -- | -- | ---- | ------------------------- |
| FC Barcelona        | 16   | 6  | 5  | 1  | 0  | 27 | 5  | 22   | Acceso a cuartos de final |
| SL Benfica          | 9    | 6  | 2  | 3  | 1  | 9  | 12 | -3   | Acceso a cuartos de final |
| Eintracht Fráncfort | 7    | 6  | 2  | 1  | 3  | 9  | 8  | 1    |                           |
| FC Rosengård        | 1    | 6  | 0  | 1  | 5  | 3  | 23 | -20  |                           |

|     | BAR   | ROS   | BEN   | FRA   |
| --- | ----- | ----- | ----- | ----- |
| BAR |       | 7 - 0 | 5 – 0 | 2 – 0 |
| ROS | 0 – 6 |       | 2 – 2 | 1 – 2 |
| BEN | 4 – 4 | 1 – 0 |       | 1 – 0 |
| FRA | 1 – 3 | 5 – 0 | 1 - 1 |       |

### Grupo B
| Equipo            | Pts. | PJ | PG | PE | PP | GF | GC | Dif. | Notas                     |
| ----------------- | ---- | -- | -- | -- | -- | -- | -- | ---- | ------------------------- |
| Olympique de Lyon | 14   | 6  | 4  | 2  | 0  | 25 | 5  | 20   | Acceso a cuartos de final |
| SK Brann          | 13   | 6  | 4  | 1  | 1  | 9  | 7  | 2    | Acceso a cuartos de final |
| Slavia Praga      | 5    | 6  | 1  | 2  | 3  | 3  | 13 | -10  |                           |
| St. Pölten        | 1    | 6  | 0  | 1  | 5  | 2  | 14 | -12  |                           |

|     | LYO   | PRA   | PÖL   | BRA   |
| --- | ----- | ----- | ----- | ----- |
| LYO |       | 2 – 2 | 2 – 0 | 3 – 1 |
| PRA | 0 – 9 |       | 1 – 0 | 0 – 1 |
| PÖL | 0 – 7 | 0 – 0 |       | 1 – 2 |
| BRA | 2 – 2 | 1 – 0 | 2 – 1 |       |

### Grupo C
| Equipo              | Pts. | PJ | PG | PE | PP | GF | GC | Dif. | Notas                     |
| ------------------- | ---- | -- | -- | -- | -- | -- | -- | ---- | ------------------------- |
| Paris Saint-Germain | 10   | 6  | 3  | 1  | 2  | 10 | 8  | 2    | Acceso a cuartos de final |
| Ajax                | 10   | 6  | 3  | 1  | 2  | 7  | 8  | -1   | Acceso a cuartos de final |
| Bayern de Münich    | 7    | 6  | 1  | 4  | 1  | 8  | 8  | 0    |                           |
| AS Roma             | 5    | 6  | 1  | 2  | 3  | 10 | 11 | -1   |                           |

|     | BAY   | PSG   | ROM   | AJA   |
| --- | ----- | ----- | ----- | ----- |
| BAY |       | 2 – 2 | 2 – 2 | 1 – 1 |
| PSG | 0 – 1 |       | 2 – 1 | 3 – 1 |
| ROM | 2 – 2 | 1 – 3 |       | 3 – 0 |
| AJA | 1 – 0 | 2 – 0 | 2 – 1 |       |

### Grupo D
| Equipo         | Pts. | PJ | PG | PE | PP | GF | GC | Dif. | Notas                     |
| -------------- | ---- | -- | -- | -- | -- | -- | -- | ---- | ------------------------- |
| Chelsea FC     | 14   | 6  | 4  | 2  | 0  | 15 | 5  | 10   | Acceso a cuartos de final |
| BK Häcken      | 11   | 6  | 3  | 2  | 1  | 6  | 5  | 1    | Acceso a cuartos de final |
| Paris FC       | 7    | 6  | 2  | 1  | 3  | 5  | 11 | -6   |                           |
| Real Madrid CF | 1    | 6  | 0  | 1  | 5  | 5  | 10 | -5   |                           |

|     | CHE   | RMA   | HAC   | PFC   |
| --- | ----- | ----- | ----- | ----- |
| CHE |       | 2 – 1 | 0 – 0 | 4 – 1 |
| RMA | 2 – 2 |       | 0 – 1 | 0 – 1 |
| HAC | 1 – 3 | 2 – 1 |       | 0 – 0 |
| PFC | 0 – 4 | 2 – 1 | 1 – 2 |       |

## Fase eliminatoria
En la fase eliminatoria, los equipos juegan uno contra el otro en dos partidos, uno en casa y otro como visitante, a excepción de la final a un partido. El mecanismo de los sorteos para cada ronda es el siguiente:
- En el sorteo de los cuartos de final, los cuatro ganadores de grupo son cabezas de serie, y los cuatro segundos de grupo no lo son. Los cabezas de serie se enfrentan a un segundo de grupo, jugando el partido de vuelta en casa. Los equipos del mismo grupo no se pueden enfrentar, sin embargo, los de la misma asociación sí.
- En los sorteos de las semifinales y final, no hay cabezas de serie. Los equipos del mismo grupo o la misma asociación se pueden enfrentar entre sí.
- El sorteo se realizó en la sede de la UEFA el 6 de febrero en Nyon.[6][7]

| Grupo | Bombo 1 (Líderes de grupo)     | Bombo 2 (Segundos de grupo) |
| ----- | ------------------------------ | --------------------------- |
| A     | FC Barcelona CC: 117.833       | SL Benfica CC: 34.400       |
| B     | Olympique de Lyon CC: 105.399  | SK Brann CC: 18.000         |
| C     | Paris Saint-Germain CC: 90.399 | Ajax CC: 19.000             |
| D     | Chelsea FC CC: 75.399          | BK Häcken CC: 31.799        |

### Eliminatorias
|  | Cuartos de final                                                 | Cuartos de final                                                 | Cuartos de final                                                 | Cuartos de final                                                 |   |                 | Semifinales                                                      | Semifinales                                                      | Semifinales                                                      | Semifinales                                                      |  |                 | Final                                | Final                                |  |
|  | 19 y 20 de marzo de 2024 (ida) 27 y 28 de marzo de 2024 (vuelta) | 19 y 20 de marzo de 2024 (ida) 27 y 28 de marzo de 2024 (vuelta) | 19 y 20 de marzo de 2024 (ida) 27 y 28 de marzo de 2024 (vuelta) | 19 y 20 de marzo de 2024 (ida) 27 y 28 de marzo de 2024 (vuelta) |   |                 | 20 y 21 de abril de 2024 (ida) 27 y 28 de abril de 2024 (vuelta) | 20 y 21 de abril de 2024 (ida) 27 y 28 de abril de 2024 (vuelta) | 20 y 21 de abril de 2024 (ida) 27 y 28 de abril de 2024 (vuelta) | 20 y 21 de abril de 2024 (ida) 27 y 28 de abril de 2024 (vuelta) |  |                 | 25 de mayo de 2024 San Mamés, Bilbao | 25 de mayo de 2024 San Mamés, Bilbao |  |
|  |                                                                  |                                                                  |                                                                  |                                                                  |   |                 |                                                                  |                                                                  |                                                                  |                                                                  |  |                 |                                      |                                      |  |
|  |                                                                  |                                                                  |                                                                  |                                                                  |   |                 |                                                                  |                                                                  |                                                                  |                                                                  |  |                 |                                      |                                      |  |
|  | S. K. Brann                                                      | 1                                                                | 1                                                                | 2                                                                |   |                 |                                                                  |                                                                  |                                                                  |                                                                  |  |                 |                                      |                                      |  |
|  | S. K. Brann                                                      | 1                                                                | 1                                                                | 2                                                                |   |                 |                                                                  |                                                                  |                                                                  |                                                                  |  |                 |                                      |                                      |  |
|  | F. C. Barcelona                                                  | 2                                                                | 3                                                                | 5                                                                |   |                 |                                                                  |                                                                  |                                                                  |                                                                  |  |                 |                                      |                                      |  |
|  | F. C. Barcelona                                                  | 2                                                                | 3                                                                | 5                                                                |   | F. C. Barcelona | 0                                                                | 2                                                                | 2                                                                |                                                                  |  |                 |                                      |                                      |  |
|  |                                                                  |                                                                  |                                                                  |                                                                  |   | F. C. Barcelona | 0                                                                | 2                                                                | 2                                                                |                                                                  |  |                 |                                      |                                      |  |
|  |                                                                  |                                                                  | Chelsea F. C.                                                    | 1                                                                | 0 | 1               |                                                                  |                                                                  |                                                                  |                                                                  |  |                 |                                      |                                      |  |
|  | Ajax                                                             | 0                                                                | Chelsea F. C.                                                    | 1                                                                | 0 | 1               | 1                                                                | 1                                                                |                                                                  |                                                                  |  |                 |                                      |                                      |  |
|  | Ajax                                                             | 0                                                                |                                                                  |                                                                  |   |                 |                                                                  |                                                                  |                                                                  |                                                                  |  |                 |                                      |                                      |  |
|  | Chelsea F. C.                                                    | 3                                                                | 1                                                                | 4                                                                |   |                 |                                                                  |                                                                  |                                                                  |                                                                  |  |                 |                                      |                                      |  |
|  | Chelsea F. C.                                                    | 3                                                                | 1                                                                | 4                                                                |   |                 |                                                                  |                                                                  |                                                                  |                                                                  |  | F. C. Barcelona | 2                                    |                                      |  |
|  |                                                                  |                                                                  |                                                                  |                                                                  |   |                 |                                                                  |                                                                  |                                                                  |                                                                  |  | F. C. Barcelona | 2                                    |                                      |  |
|  |                                                                  |                                                                  | Olympique Lyon                                                   | 0                                                                |   |                 |                                                                  |                                                                  |                                                                  |                                                                  |  |                 |                                      |                                      |  |
|  | S. L. Benfica                                                    | 1                                                                | Olympique Lyon                                                   | 0                                                                | 1 | 2               |                                                                  |                                                                  |                                                                  |                                                                  |  |                 |                                      |                                      |  |
|  | S. L. Benfica                                                    | 1                                                                |                                                                  |                                                                  |   |                 |                                                                  |                                                                  |                                                                  |                                                                  |  |                 |                                      |                                      |  |
|  | Olympique Lyon                                                   | 2                                                                | 4                                                                | 6                                                                |   |                 |                                                                  |                                                                  |                                                                  |                                                                  |  |                 |                                      |                                      |  |
|  | Olympique Lyon                                                   | 2                                                                | 4                                                                | 6                                                                |   | Olympique Lyon  | 3                                                                | 2                                                                | 5                                                                |                                                                  |  |                 |                                      |                                      |  |
|  |                                                                  |                                                                  |                                                                  |                                                                  |   | Olympique Lyon  | 3                                                                | 2                                                                | 5                                                                |                                                                  |  |                 |                                      |                                      |  |
|  |                                                                  |                                                                  | Paris Saint-Germain F. C.                                        | 2                                                                | 1 | 3               |                                                                  |                                                                  |                                                                  |                                                                  |  |                 |                                      |                                      |  |
|  | B. K. Häcken                                                     | 1                                                                | Paris Saint-Germain F. C.                                        | 2                                                                | 1 | 3               | 0                                                                | 1                                                                |                                                                  |                                                                  |  |                 |                                      |                                      |  |
|  | B. K. Häcken                                                     | 1                                                                |                                                                  |                                                                  |   |                 |                                                                  |                                                                  |                                                                  |                                                                  |  |                 |                                      |                                      |  |
|  | Paris Saint-Germain F. C.                                        | 2                                                                | 3                                                                | 5                                                                |   |                 |                                                                  |                                                                  |                                                                  |                                                                  |  |                 |                                      |                                      |  |
|  | Paris Saint-Germain F. C.                                        | 2                                                                | 3                                                                | 5                                                                |   |                 |                                                                  |                                                                  |                                                                  |                                                                  |  |                 |                                      |                                      |  |
|  |                                                                  |                                                                  |                                                                  |                                                                  |   |                 |                                                                  |                                                                  |                                                                  |                                                                  |  |                 |                                      |                                      |  |

### Cuartos de final
Los partidos de ida se jugaron los días 19 y 20 de marzo, y los de vuelta los días 27 y 28 de marzo de 2024.
| Equipo 1 | Agr. | Equipo 2            | Ida | Vuelta |
| -------- | ---- | ------------------- | --- | ------ |
| Brann    | 2–5  | Barcelona           | 1–2 | 1–3    |
| Benfica  | 2–6  | Olympique Lyon      | 1–2 | 1–4    |
| Ajax     | 1–4  | Chelsea             | 0–3 | 1–1    |
| Häcken   | 1–5  | Paris Saint-Germain | 1–2 | 0–3    |

### Semifinales
Los partidos de ida se jugaron el 20 de abril, y los de vuelta los días 27 y 28 de abril de 2024.
}}
| Equipo 1       | Agr. | Equipo 2            | Ida | Vuelta |
| -------------- | ---- | ------------------- | --- | ------ |
| Barcelona      | 2–1  | Chelsea             | 0–1 | 2–0    |
| Olympique Lyon | 5–3  | Paris Saint-Germain | 3–2 | 2–1    |

### Final
| 13    | POR   | Catalina Coll          |       |
| 15    | DEF   | Lucy Bronze            |       |
| 2     | DEF   | Irene Paredes          |       |
| 23    | DEF   | Ingrid Engen           |       |
| 16    | DEF   | Fridolina Rolfö        | 66'   |
| 14    | MED   | Aitana Bonmatí         |       |
| 21    | MED   | Keira Walsh            | 90+2' |
| 12    | MED   | Patri Guijarro         |       |
| 10    | DEL   | Caroline Graham Hansen |       |
| 7     | DEL   | Salma Paralluelo       | 85'   |
| 9     | DEL   | Mariona Caldentey      | 90+2' |
| D. T. | D. T. | Jonatan Giráldez       |       |

| 1     | POR   | Christiane Endler    |     |
| 4     | DEF   | Selma Bacha          |     |
| 21    | DEF   | Vanessa Gilles       | 81' |
| 3     | DEF   | Wendie Renard        |     |
| 12    | DEF   | Ellie Carpenter      |     |
| 17    | MED   | Daniëlle van de Donk | 81' |
| 13    | MED   | Damaris Egurrola     |     |
| 26    | MED   | Lindsey Horan        |     |
| 20    | DEL   | Delphine Cascarino   | 63' |
| 6     | DEL   | Melchie Dumornay     |     |
| 11    | DEL   | Kadidiatou Diani     |     |
| D. T. | D. T. | Sonia Bompastor      |     |

| 22 | DEF | Ona Batlle      | 66'   |
| 24 | DEL | Esmee Brugts    | 85'   |
| 11 | DEL | Alexia Putellas | 90+2' |
| 6  | DEL | Claudia Pina    | 90+2' |

| 7  | MED | Amel Majri    | 63' |
| 27 | MED | Vicki Becho   | 81' |
| 14 | DEL | Ada Hegerberg | 81' |

| 63' · 90+5' | Aitana Bonmatí Alexia Putellas | 1:0 2:0 |

| 90+6' | Alexia Putellas |

| 70' · 90+8' | Wendie Renard Christiane Endler |

| Principal  | Rebecca Welch    |
| Asistentes | Natalie Aspinall |
|            | Emily Carney     |
| Cuarto     | Ivana Martinčić  |

| VAR            | Stuart Attwell  |
| Asistentes VAR | Katrin Rafalski |
|                | Katalin Kulcsár |

|  |                    |     |     |
|  | Tiros              | 14  | 13  |
|  | Tiros a puerta     | 4   | 2   |
|  | Faltas             | 9   | 12  |
|  | Saques de esquina  | 1   | 5   |
|  | Fueras de juego    | 1   | 2   |
|  | Posesión del balón | 58% | 42% |

| 13    | POR   | Catalina Coll          |       |
| 15    | DEF   | Lucy Bronze            |       |
| 2     | DEF   | Irene Paredes          |       |
| 23    | DEF   | Ingrid Engen           |       |
| 16    | DEF   | Fridolina Rolfö        | 66'   |
| 14    | MED   | Aitana Bonmatí         |       |
| 21    | MED   | Keira Walsh            | 90+2' |
| 12    | MED   | Patri Guijarro         |       |
| 10    | DEL   | Caroline Graham Hansen |       |
| 7     | DEL   | Salma Paralluelo       | 85'   |
| 9     | DEL   | Mariona Caldentey      | 90+2' |
| D. T. | D. T. | Jonatan Giráldez       |       |

| 1     | POR   | Christiane Endler    |     |
| 4     | DEF   | Selma Bacha          |     |
| 21    | DEF   | Vanessa Gilles       | 81' |
| 3     | DEF   | Wendie Renard        |     |
| 12    | DEF   | Ellie Carpenter      |     |
| 17    | MED   | Daniëlle van de Donk | 81' |
| 13    | MED   | Damaris Egurrola     |     |
| 26    | MED   | Lindsey Horan        |     |
| 20    | DEL   | Delphine Cascarino   | 63' |
| 6     | DEL   | Melchie Dumornay     |     |
| 11    | DEL   | Kadidiatou Diani     |     |
| D. T. | D. T. | Sonia Bompastor      |     |

| 22 | DEF | Ona Batlle      | 66'   |
| 24 | DEL | Esmee Brugts    | 85'   |
| 11 | DEL | Alexia Putellas | 90+2' |
| 6  | DEL | Claudia Pina    | 90+2' |

| 7  | MED | Amel Majri    | 63' |
| 27 | MED | Vicki Becho   | 81' |
| 14 | DEL | Ada Hegerberg | 81' |

| 63' · 90+5' | Aitana Bonmatí Alexia Putellas | 1:0 2:0 |

| 90+6' | Alexia Putellas |

| 70' · 90+8' | Wendie Renard Christiane Endler |

| Principal  | Rebecca Welch    |
| Asistentes | Natalie Aspinall |
|            | Emily Carney     |
| Cuarto     | Ivana Martinčić  |

| VAR            | Stuart Attwell  |
| Asistentes VAR | Katrin Rafalski |
|                | Katalin Kulcsár |

|  |                    |     |     |
|  | Tiros              | 14  | 13  |
|  | Tiros a puerta     | 4   | 2   |
|  | Faltas             | 9   | 12  |
|  | Saques de esquina  | 1   | 5   |
|  | Fueras de juego    | 1   | 2   |
|  | Posesión del balón | 58% | 42% |

| 13    | POR   | Catalina Coll          |       |
| 15    | DEF   | Lucy Bronze            |       |
| 2     | DEF   | Irene Paredes          |       |
| 23    | DEF   | Ingrid Engen           |       |
| 16    | DEF   | Fridolina Rolfö        | 66'   |
| 14    | MED   | Aitana Bonmatí         |       |
| 21    | MED   | Keira Walsh            | 90+2' |
| 12    | MED   | Patri Guijarro         |       |
| 10    | DEL   | Caroline Graham Hansen |       |
| 7     | DEL   | Salma Paralluelo       | 85'   |
| 9     | DEL   | Mariona Caldentey      | 90+2' |
| D. T. | D. T. | Jonatan Giráldez       |       |

| 1     | POR   | Christiane Endler    |     |
| 4     | DEF   | Selma Bacha          |     |
| 21    | DEF   | Vanessa Gilles       | 81' |
| 3     | DEF   | Wendie Renard        |     |
| 12    | DEF   | Ellie Carpenter      |     |
| 17    | MED   | Daniëlle van de Donk | 81' |
| 13    | MED   | Damaris Egurrola     |     |
| 26    | MED   | Lindsey Horan        |     |
| 20    | DEL   | Delphine Cascarino   | 63' |
| 6     | DEL   | Melchie Dumornay     |     |
| 11    | DEL   | Kadidiatou Diani     |     |
| D. T. | D. T. | Sonia Bompastor      |     |

| 22 | DEF | Ona Batlle      | 66'   |
| 24 | DEL | Esmee Brugts    | 85'   |
| 11 | DEL | Alexia Putellas | 90+2' |
| 6  | DEL | Claudia Pina    | 90+2' |

| 7  | MED | Amel Majri    | 63' |
| 27 | MED | Vicki Becho   | 81' |
| 14 | DEL | Ada Hegerberg | 81' |

| 63' · 90+5' | Aitana Bonmatí Alexia Putellas | 1:0 2:0 |

| 90+6' | Alexia Putellas |

| 70' · 90+8' | Wendie Renard Christiane Endler |

| Principal  | Rebecca Welch    |
| Asistentes | Natalie Aspinall |
|            | Emily Carney     |
| Cuarto     | Ivana Martinčić  |

| VAR            | Stuart Attwell  |
| Asistentes VAR | Katrin Rafalski |
|                | Katalin Kulcsár |

|  |                    |     |     |
|  | Tiros              | 14  | 13  |
|  | Tiros a puerta     | 4   | 2   |
|  | Faltas             | 9   | 12  |
|  | Saques de esquina  | 1   | 5   |
|  | Fueras de juego    | 1   | 2   |
|  | Posesión del balón | 58% | 42% |

| 13    | POR   | Catalina Coll          |       |
| 15    | DEF   | Lucy Bronze            |       |
| 2     | DEF   | Irene Paredes          |       |
| 23    | DEF   | Ingrid Engen           |       |
| 16    | DEF   | Fridolina Rolfö        | 66'   |
| 14    | MED   | Aitana Bonmatí         |       |
| 21    | MED   | Keira Walsh            | 90+2' |
| 12    | MED   | Patri Guijarro         |       |
| 10    | DEL   | Caroline Graham Hansen |       |
| 7     | DEL   | Salma Paralluelo       | 85'   |
| 9     | DEL   | Mariona Caldentey      | 90+2' |
| D. T. | D. T. | Jonatan Giráldez       |       |

| 1     | POR   | Christiane Endler    |     |
| 4     | DEF   | Selma Bacha          |     |
| 21    | DEF   | Vanessa Gilles       | 81' |
| 3     | DEF   | Wendie Renard        |     |
| 12    | DEF   | Ellie Carpenter      |     |
| 17    | MED   | Daniëlle van de Donk | 81' |
| 13    | MED   | Damaris Egurrola     |     |
| 26    | MED   | Lindsey Horan        |     |
| 20    | DEL   | Delphine Cascarino   | 63' |
| 6     | DEL   | Melchie Dumornay     |     |
| 11    | DEL   | Kadidiatou Diani     |     |
| D. T. | D. T. | Sonia Bompastor      |     |

| 22 | DEF | Ona Batlle      | 66'   |
| 24 | DEL | Esmee Brugts    | 85'   |
| 11 | DEL | Alexia Putellas | 90+2' |
| 6  | DEL | Claudia Pina    | 90+2' |

| 7  | MED | Amel Majri    | 63' |
| 27 | MED | Vicki Becho   | 81' |
| 14 | DEL | Ada Hegerberg | 81' |

| 63' · 90+5' | Aitana Bonmatí Alexia Putellas | 1:0 2:0 |

| 90+6' | Alexia Putellas |

| 70' · 90+8' | Wendie Renard Christiane Endler |

| Principal  | Rebecca Welch    |
| Asistentes | Natalie Aspinall |
|            | Emily Carney     |
| Cuarto     | Ivana Martinčić  |

| VAR            | Stuart Attwell  |
| Asistentes VAR | Katrin Rafalski |
|                | Katalin Kulcsár |

|  |                    |     |     |
|  | Tiros              | 14  | 13  |
|  | Tiros a puerta     | 4   | 2   |
|  | Faltas             | 9   | 12  |
|  | Saques de esquina  | 1   | 5   |
|  | Fueras de juego    | 1   | 2   |
|  | Posesión del balón | 58% | 42% |

| Trofeo de la Liga de Campeones Femenina de la UEFA |
| Bandera de España                                  |
| Campeón F. C. Barcelona 3.° título                 |

## Estadísticas

### Tabla de goleadoras
| \| Pos. \| Jugadora \| Goles \| Part. \| Prom. \| Club \| \| ---- \| ----------------------- \| ----- \| ----- \| ----- \| ------------------- \| \| 1 \| Kadidiatou Diani \| 8 \| 11 \| 0.73 \| Olympique Lyon \| \| 2 \| Marie-Antoinette Katoto \| 7 \| 11 \| 0.64 \| Paris Saint-Germain \| \| 3 \| Aitana Bonmatí \| 6 \| 11 \| 0.55 \| Barcelona \| \| = \| Salma Paralluelo \| 6 \| 11 \| 0.55 \| Barcelona \| \| 5 \| Sam Kerr \| 5 \| 4 \| 1.25 \| Chelsea \| \| = \| Ada Hegerberg \| 5 \| 7 \| 0.71 \| Olympique Lyon \| \| = \| Marie-Yasmine Alidou \| 5 \| 8 \| 0.55 \| Benfica \| \| = \| Caroline Graham Hansen \| 5 \| 10 \| 0.5 \| Barcelona \| \| = \| Tabitha Chawinga \| 5 \| 10 \| 0.5 \| Paris Saint-Germain \| \| 10 \| Manuela Giugliano \| 4 \| 6 \| 0.67 \| Roma \| \| = \| Valentina Giacinti \| 4 \| 6 \| 0.67 \| Roma \| \| = \| Sara Däbritz \| 4 \| 8 \| 0.5 \| Olympique Lyon \| \| = \| Rosa Kafaji \| 4 \| 8 \| 0.5 \| Häcken \| \| = \| Patri Guijarro \| 4 \| 10 \| 0.4 \| Barcelona \| \| = \| Amel Majri \| 4 \| 10 \| 0.4 \| Olympique Lyon \| Actualizado al último partido disputado el 25 de mayo de 2024 (de acuerdo a la página oficial de la competición). |                         |       |       |       |                     |
| Pos. | Jugadora                | Goles | Part. | Prom. | Club                |
| 1 | Kadidiatou Diani        | 8     | 11    | 0.73  | Olympique Lyon      |
| 2 | Marie-Antoinette Katoto | 7     | 11    | 0.64  | Paris Saint-Germain |
| 3 | Aitana Bonmatí          | 6     | 11    | 0.55  | Barcelona           |
| = | Salma Paralluelo        | 6     | 11    | 0.55  | Barcelona           |
| 5 | Sam Kerr                | 5     | 4     | 1.25  | Chelsea             |
| = | Ada Hegerberg           | 5     | 7     | 0.71  | Olympique Lyon      |
| = | Marie-Yasmine Alidou    | 5     | 8     | 0.55  | Benfica             |
| = | Caroline Graham Hansen  | 5     | 10    | 0.5   | Barcelona           |
| = | Tabitha Chawinga        | 5     | 10    | 0.5   | Paris Saint-Germain |
| 10 | Manuela Giugliano       | 4     | 6     | 0.67  | Roma                |
| = | Valentina Giacinti      | 4     | 6     | 0.67  | Roma                |
| = | Sara Däbritz            | 4     | 8     | 0.5   | Olympique Lyon      |
| = | Rosa Kafaji             | 4     | 8     | 0.5   | Häcken              |
| = | Patri Guijarro          | 4     | 10    | 0.4   | Barcelona           |
| = | Amel Majri              | 4     | 10    | 0.4   | Olympique Lyon      |

### Tabla de asistentes
Nota: No contabilizados los partidos y goles en rondas previas.
| \| Pos. \| Jugadora \| Asist. \| Part. \| Prom. \| Club \| \| ---- \| ---------------------- \| ------ \| ----- \| ----- \| ------------------- \| \| 1 \| Aitana Bonmatí \| 6 \| 11 \| 0.55 \| Barcelona \| \| 2 \| Caroline Graham Hansen \| 5 \| 10 \| 0.5 \| Barcelona \| \| 3 \| Manuela Giugliano \| 4 \| 6 \| 0.67 \| Roma \| \| = \| Lucy Bronze \| 4 \| 10 \| 0.4 \| Barcelona \| \| 5 \| Melchie Dumornay \| 3 \| 5 \| 0.6 \| Olympique Lyon \| \| = \| Glódís Viggósdóttir \| 3 \| 6 \| 0.5 \| Bayern Múnich \| \| = \| Guro Reiten \| 3 \| 8 \| 0.38 \| Chelsea \| \| = \| Claudia Pina \| 3 \| 9 \| 0.33 \| Barcelona \| \| = \| Ona Batlle \| 3 \| 10 \| 0.3 \| Barcelona \| \| = \| Daniëlle van de Donk \| 3 \| 10 \| 0.3 \| Olympique Lyon \| \| = \| Grace Geyoro \| 3 \| 10 \| 0.3 \| Paris Saint-Germain \| \| = \| Mariona Caldentey \| 3 \| 11 \| 0.27 \| Barcelona \| Actualizado al último partido disputado el 25 de mayo de 2024 (de acuerdo a la página oficial de la competición). |                        |        |       |       |                     |
| Pos. | Jugadora               | Asist. | Part. | Prom. | Club                |
| 1 | Aitana Bonmatí         | 6      | 11    | 0.55  | Barcelona           |
| 2 | Caroline Graham Hansen | 5      | 10    | 0.5   | Barcelona           |
| 3 | Manuela Giugliano      | 4      | 6     | 0.67  | Roma                |
| = | Lucy Bronze            | 4      | 10    | 0.4   | Barcelona           |
| 5 | Melchie Dumornay       | 3      | 5     | 0.6   | Olympique Lyon      |
| = | Glódís Viggósdóttir    | 3      | 6     | 0.5   | Bayern Múnich       |
| = | Guro Reiten            | 3      | 8     | 0.38  | Chelsea             |
| = | Claudia Pina           | 3      | 9     | 0.33  | Barcelona           |
| = | Ona Batlle             | 3      | 10    | 0.3   | Barcelona           |
| = | Daniëlle van de Donk   | 3      | 10    | 0.3   | Olympique Lyon      |
| = | Grace Geyoro           | 3      | 10    | 0.3   | Paris Saint-Germain |
| = | Mariona Caldentey      | 3      | 11    | 0.27  | Barcelona           |

### Hat-tricks o más
| Pos. | Jugador  | Goles | Fecha                   | Local      |                       | Resultado |                    | Visitante | Reporte   |
| ---- | -------- | ----- | ----------------------- | ---------- | --------------------- | --------- | ------------------ | --------- | --------- |
| 1    | Sam Kerr | 3     | 23 de noviembre de 2023 | Chelsea FC | Bandera de Inglaterra | 4 - 1     | Bandera de Francia | Paris FC  | Jornada 2 |

### Rendimiento general
Nota: No contabilizadas las estadísticas en rondas previas.
| Club | Club                | Pts. | PJ | PG | PE | PP | GF | GC | Dif. | Rend.  |
| ---- | ------------------- | ---- | -- | -- | -- | -- | -- | -- | ---- | ------ |
| 1    | Barcelona           | 28   | 11 | 9  | 1  | 1  | 36 | 8  | +28  | 84.85% |
| 2    | Olympique Lyon      | 24   | 11 | 8  | 2  | 1  | 36 | 12 | +24  | 78.79% |
| 3    | Chelsea             | 21   | 10 | 6  | 3  | 1  | 20 | 8  | +12  | 70%    |
| 4    | Paris Saint-Germain | 16   | 10 | 5  | 1  | 4  | 18 | 14 | +4   | 53.33% |
| 5    | Braan               | 13   | 8  | 4  | 1  | 3  | 11 | 12 | -1   | 54.17% |
| 6    | Häcken              | 11   | 8  | 3  | 2  | 3  | 7  | 10 | -3   | 45.83% |
| 7    | Ajax                | 11   | 8  | 3  | 2  | 3  | 8  | 12 | -4   | 45.83% |
| 8    | Benfica             | 9    | 8  | 2  | 3  | 3  | 11 | 18 | -7   | 37.5%  |
| 9    | Eintracht Fráncfort | 7    | 6  | 2  | 1  | 3  | 9  | 8  | +1   | 38.89% |
| 10   | Bayern Múnich       | 7    | 6  | 1  | 4  | 1  | 8  | 8  | 0    | 38.89% |
| 11   | Paris               | 7    | 6  | 2  | 1  | 3  | 5  | 11 | -6   | 38.89% |
| 12   | Roma                | 5    | 6  | 1  | 2  | 3  | 10 | 11 | -1   | 27.78% |
| 13   | Slavia Praga        | 5    | 6  | 1  | 2  | 3  | 3  | 13 | -10  | 27.78% |
| 14   | Real Madrid         | 1    | 6  | 0  | 1  | 5  | 5  | 10 | -5   | 5.56%  |
| 15   | St. Pölten          | 1    | 6  | 0  | 1  | 5  | 2  | 14 | -12  | 5.56%  |
| 16   | Rosengård           | 1    | 6  | 0  | 1  | 5  | 3  | 23 | -20  | 5.56%  |

## Premios

### Equipo de la temporada
| \| N.º \| Pos. \| Nac. \| Jugador \| Equipo \| \| ------------------------------------------------------ \| ---- \| ---- \| ---------------------- \| ------------------------- \| \| 1 \| POR \| \| Christiane Endler \| Olympique Lyon \| \| 15 \| DEF \| \| Lucy Bronze \| F. C. Barcelona \| \| 2 \| DEF \| \| Irene Paredes \| F. C. Barcelona \| \| 7 \| DEF \| \| Jess Carter \| Chelsea F. C. \| \| 4 \| DEF \| \| Selma Bacha \| Olympique Lyon \| \| 12 \| MED \| \| Patri Guijarro \| F. C. Barcelona \| \| 14 \| MED \| \| Aitana Bonmatí \| F. C. Barcelona \| \| 26 \| MED \| \| Lindsey Horan \| Olympique Lyon \| \| 10 \| DEL \| \| Caroline Graham Hansen \| F. C. Barcelona \| \| 22 \| DEL \| \| Tabitha Chawinga \| Paris Saint-Germain F. C. \| \| 11 \| DEL \| \| Kadidiatou Diani \| Olympique Lyon \| \| Fuente: Unión Europea de Asociaciones de Fútbol (UEFA) \| \| \| \| \| |      |                           |                        |                           |
| N.º | Pos. | Nac.                      | Jugador                | Equipo                    |
| 1 | POR  | Bandera de Chile          | Christiane Endler      | Olympique Lyon            |
| 15 | DEF  | Bandera de Inglaterra     | Lucy Bronze            | F. C. Barcelona           |
| 2 | DEF  | Bandera de España         | Irene Paredes          | F. C. Barcelona           |
| 7 | DEF  | Bandera de Inglaterra     | Jess Carter            | Chelsea F. C.             |
| 4 | DEF  | Bandera de Francia        | Selma Bacha            | Olympique Lyon            |
| 12 | MED  | Bandera de España         | Patri Guijarro         | F. C. Barcelona           |
| 14 | MED  | Bandera de España         | Aitana Bonmatí         | F. C. Barcelona           |
| 26 | MED  | Bandera de Estados Unidos | Lindsey Horan          | Olympique Lyon            |
| 10 | DEL  | Bandera de Noruega        | Caroline Graham Hansen | F. C. Barcelona           |
| 22 | DEL  | Bandera de Malaui         | Tabitha Chawinga       | Paris Saint-Germain F. C. |
| 11 | DEL  | Bandera de Francia        | Kadidiatou Diani       | Olympique Lyon            |
| Fuente: Unión Europea de Asociaciones de Fútbol (UEFA) |      |                           |                        |                           |

### Mejor jugadora
| Jugadora       | Club      |
| -------------- | --------- |
| Aitana Bonmatí | Barcelona |

### Mejor jugadora joven
| Jugadora         | Club           |
| ---------------- | -------------- |
| Melchie Dumornay | Olympique Lyon |